# RTS Première
Pour les articles homonymes, voir La Première.
RTS Première est la première station de radio publique de Suisse romande, appartenant à la Radio télévision suisse. Depuis 1984, sa programmation est généraliste, basée sur des émissions d'informations, musicales et culturelles. Depuis janvier 2011, c'est Ambroise Jolidon qui est en dirige les programmes.

## Identité visuelle

### Logos

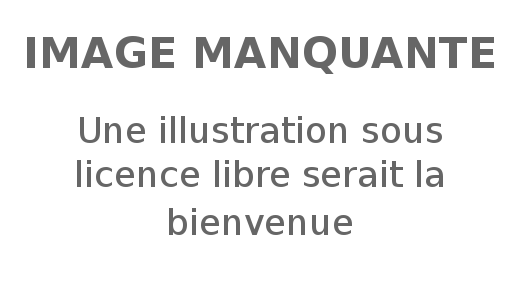
Logo de 1990 à 1993[réf. nécessaire].
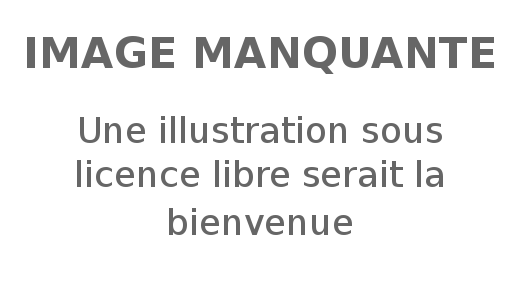
Logo de 1993 à 1997[réf. nécessaire].
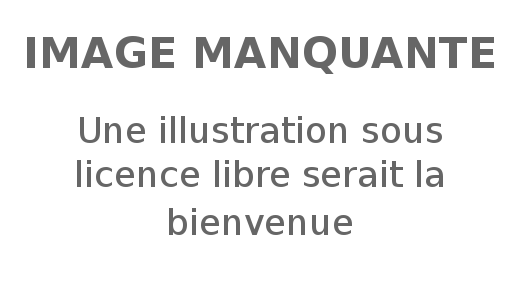
Logo de 1997 à 1999[réf. nécessaire].
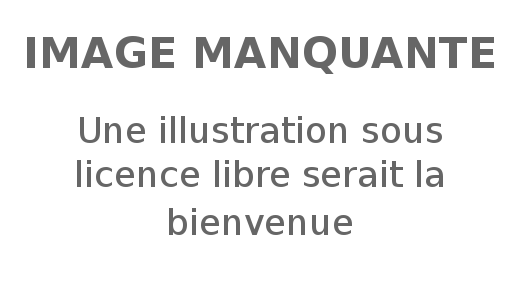
Logo de 1999 à 2000[réf. nécessaire].
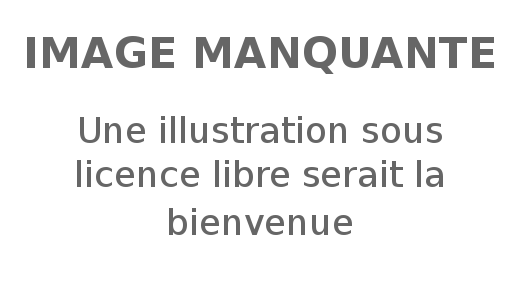
Logo en 2000[réf. nécessaire].
Logo jusqu'au 28 février 2012.
Logo du 29 février 2012 au 15 septembre 2016.
Logo du 15 septembre 2016 au 26 août 2024.
Logo depuis le 26 août 2024.

## Programmes

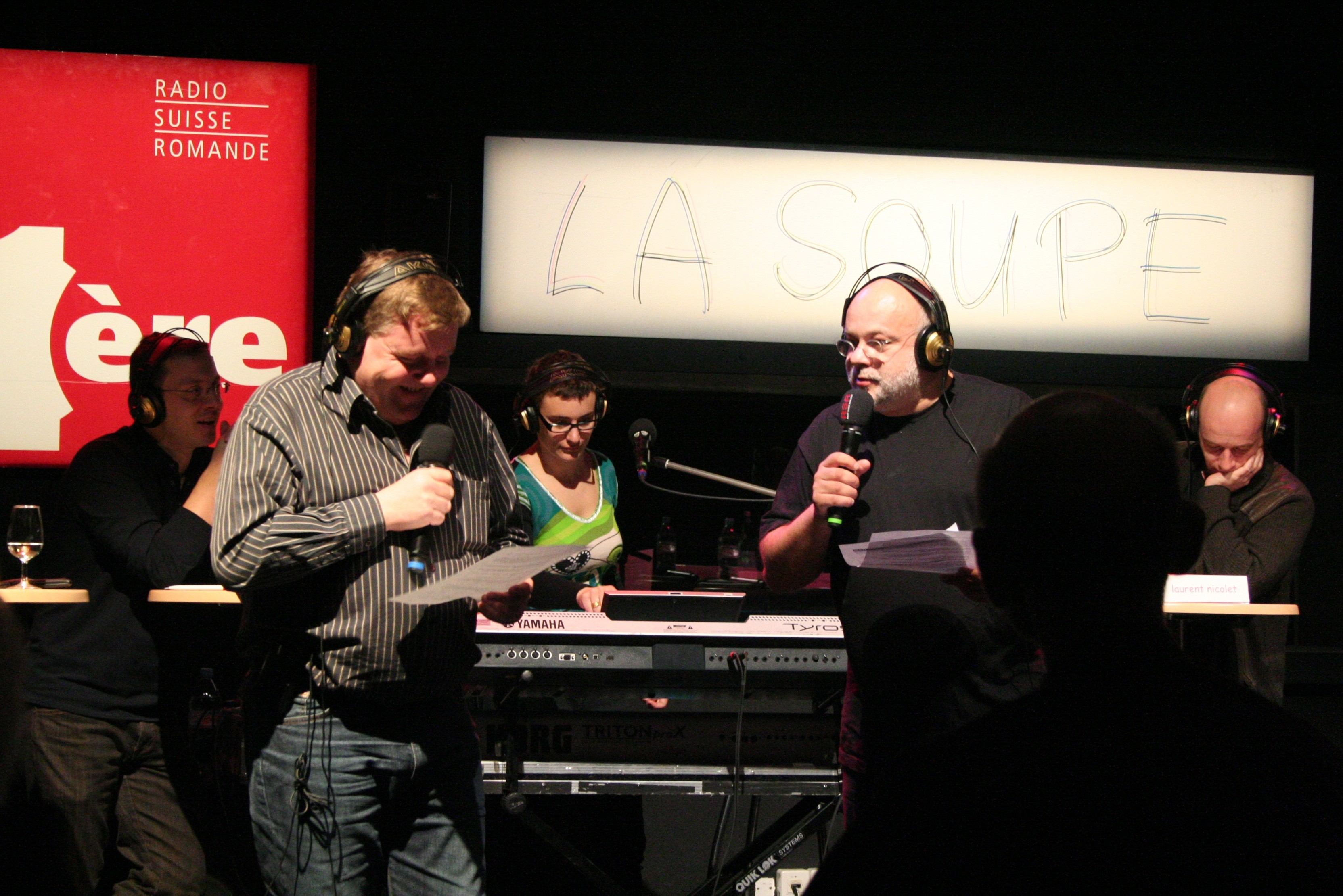
La Soupe, ancienne émission diffusée sur La Première.

### Le Journal de La Première
En avril 1923 est créé l'hebdomadaire « Le Radio » qui changera plusieurs fois de nom et d'éditeur. Il est aujourd'hui[Quand ?] édité par la RSR sous le nom « L'Espace Radio » qui donne chaque semaine le détail de ses programmes.

## Émissions

### On en parle
L'émission radio On en parle est lancée en 1999.
Abordant des sujets de consommation, elle est diffusée du lundi au vendredi de 9 h 6 à 10 heures, animée par Philippe Girard et Yves-Alain Cornu[Depuis quand ?].
En 2019, son audience moyenne est de 80 000 personnes.

### Les Dicodeurs
L'émission Les Dicodeurs est un jeu radiophonique humoristique diffusé à du lundi au vendredi de 11h30 à 12h30. Il a été créé en 1995 et chaque édition se déroule en présence de public.

### En ligne directe

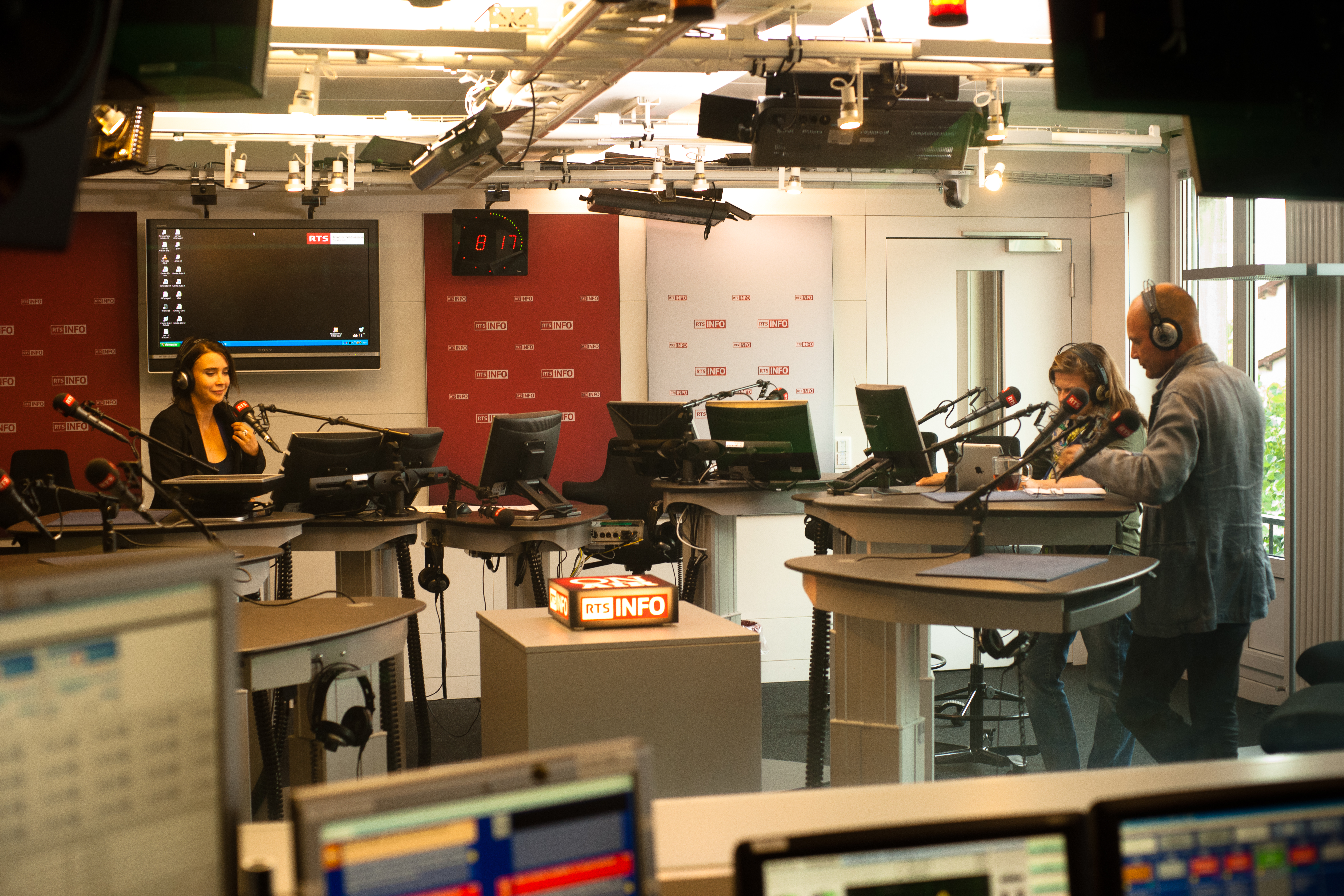
Direct du 10 septembre 2012

En ligne directe était une émission de radio diffusée entre 2012 et 2015.
L'émission avait lieu le matin de 8h à 8h30. Elle consistait en un débat sur un sujet d'actualité impliquant des intervenants sur le plateau, des auditeurs et des suiveurs sur les réseaux sociaux (Twitter et Facebook). Le sujet du débat est par ailleurs transmis sur ces canaux internet la veille de chaque émission et discuté sur ces plateformes. Ces discussions sont l'objet de recherches universitaires à l'Université de Lausanne.
L'émission était animée par Nathalie Ducommun, Magali Philip et Patrick Le Fort.

### Aqua Concert
Aqua Concert était une émission radio diffusée entre 2003 et 2012.
Présentée par Jean-Charles Simon et Patrick Lapp, Aqua Concert (jeu de mots avec « à quoi qu'on sert ») proposait de la musique classique avec humour et décalage.
Débutée en janvier 2003, l'émission, diffusée de 16h à 17h du lundi au samedi, connaît un large succès avec près de 150 000 auditeurs en moyenne et 32 % de parts de marché.
Un spectacle dérivé de l'émission est monté en Suisse romande en 2004.
La dernière émission est présentée en direct des jardins musicaux de Cernier le 25 août 2012,.

### L'Agence

#### Présentation
L'Agence était une émission de radio à but humoristique diffusée tous les dimanches de 11h à 12h30 de septembre 2012 à mars 2015,,. L'émission a compté plus de 40 % de parts de marché sur cette tranche horaire. Elle reposait sur l'enlèvement des invités par L'Agence, un « centre de contrôle du monde », dans un bunker fictif au sommet du Cervin.
L'émission était présentée par Michèle Durand-Vallade. Cette dernière était accompagnée de six « agents », des personnalités humoristiques connues en Suisse comme Thomas Wiesel, Nathanaël Rochat, Sandrine Viglino, Gaspard Boesch ou Thierry Meury, Vincent Kohler ou Thierry Bugnon.
L'Agence remplaçait l'émisison La Soupe. Elle a été remplacée par Les Beaux parleurs, émission de débat présentée par Michel Zendali.

#### Concept
L'émission était censée se dérouler dans un « centre de contrôle du monde » (fictif) dirigé par une agence de renseignement quelque part en Suisse romande,. Cette agence était présidée par la tyrannique Michelle Durand-Vallade. Les « agents » « kidnappaient » chaque semaine un invité ayant participé à l'actualité (généralement des personnalités politiques comme Christian Lüscher, Yvan Perrin, Michel Pont, Bertrand Piccard, Denis Oswald, Charles Beer, Dominique von Burg, Christian Varone ou Oskar Freysinger). Les agents décidaient si ce « prisonnier » (l'invité) devait rester dans les geôles de l'Agence ou s'il devait être relâché. Lorsqu'ils interrogeaient l'invité, les agents étaient souvent interrompus par une alarme avertissant qu'un événement (fictif) important venait de se produire.

#### Rubrique «Pourquoi? Parce que!»
Chaque semaine, la rubrique intitulée « Pourquoi? Parce que! » donnait une « leçon de citoyenneté » démontrant avec humour la supériorité de la Suisse par rapport au reste du monde.

#### L'Hymne
Au début de chaque émission, les agents entonnaient l'Hymne de l'Agence. Michèle Durand-Vallade y ajoutait également quelques vers à propos de l'invité  :
Agents réveillez-vous,
Debout, debout !
On a besoin de nous,
Debout Agents, debout !
Le monde n'a pas de sens,
Sans l'action de l'Agence,
Car nous vous surveillons pour vot' tranquillité. (bis)
[ici s'ajoutent les quelques vers de Michèle Durand-Vallade]
Agents réveillez-vous,
Debout, debout !
Il n'y en a point comme nous,
Debout Agents, debout !
Le monde n'a pas de sens,
Sans l'action de l'Agence,
Car nous vous surveillons pour votre liberté. (bis)

## Diffusion
RTS Première émet en diffusion audionumérique (DAB+), sur les téléréseaux, sur IPTV ainsi que sur Internet (dont l'application de la RTS) et par satellite. Ses émissions sont disponibles en diffusion pour baladeur (podcast), sur le site internet, mais aussi sur une application mobile.